# Алексино (Белозерский район)
Алексино — деревня в Белозерском районе Вологодской области.
Входит в состав Антушевского сельского поселения (с 1 января 2006 года по 9 апреля 2009 года входила в Бечевинское сельское поселение), с точки зрения административно-территориального деления — в Бечевинский сельсовет.
Расстояние до районного центра Белозерска по автодороге — 40 км, до центра муниципального образования села Антушево по прямой — 17 км. Ближайшие населённые пункты — Бечевинка, Подгорье, Федурино.
По всероссийской переписи 2002 года население — 14 человек.